# Yvan Larsen
Yvan Larsen est un sculpteur suisse, né le 9 juin 1924 à Troinex (Genève) et mort le 19 décembre 2021 à Carouge (Genève).

## Biographie
Yvan Larsen est né le 9 juin 1924 à Troinex (GE) d'un père danois (Henry Larsen 1890-1969) et d'une mère argovienne (Louise Rychner 1893-1957). Sa famille s'installe à Port-Choiseul près de Versoix puis à Genève en 1933.
Après une jeunesse sans soucis et un intérêt peu soutenu pour les études, il commence son parcours professionnel par un stage d'un an et demi dans une banque. Cette expérience dans le monde de la finance n'aura pas de suite. Yvan Larsen entre en 1942 au Muséum d'histoire naturelle de Genève ou il exerce, pendant dix ans, la fonction d'aide-empailleur sous les ordres de son père taxidermiste. Pour parfaire sa formation, il suit des cours de modelage et de moulage à l’École des beaux-arts de Genève pendant deux ans. En 1944, Il est nommé aide-taxidermiste à la ville de Genève.
Yvan Larsen se rend à Paris en 1946 pour perfectionner ses connaissances. Il découvre la sculpture égyptienne antique au Musée du Louvre, ce qui influencera son style et sa technique. Il fera pas moins de 23 séjours en Égypte.
En 1950, il quitte ses parents pour s'installer à la Petite Grave près de Cartigny (GE). La même année, Il inaugure sa première exposition collective au Théâtre de la Cour Saint-Pierre à Genève où il obtient une bonne critique.
Entre 1950 et 1960, la plupart de ses œuvres sont en plâtre vu le coût élevé du coulage en bronze. En 1953, il fait couler sa première sculpture en bronze, la baigneuse, à la fonderie Pastori à Carouge : première maison de fonte d'art à cire perdue de Genève. Par la suite, il confiera ses fontes à la fonderie Gilles Petit, à Fleurier (NE). Yvan Larsen donnera toujours beaucoup d'importance aux finitions et à la patine de ses sculptures.
Il expose en 1959 au Musée Rath, dans une salle uniquement consacrée à son œuvre, des grands nus féminins et masculins en plâtre. À la suite de cette exposition, il détruit toutes ces grandes pièces; ce qu'il justifiera en affirmant que « Ce que j'avais fait m'était devenu trop académique, trop inspiré par Maillol, dont j'étais et suis toujours un fervent admirateur ». À partir de cette époque, il modèlera de plus en plus d'animaux, qu'il observe quotidiennement dans son métier de taxidermiste qu'il pratiquera jusqu'en 1984. Sa profession lui a permis d'acquérir une grande connaissance de l'anatomie animale et a été complémentaire à ses aspirations artistiques.
Il réalise, en 1972, une œuvre en bronze de très grande taille : Cheval Percheron en grandeur nature. Elle se situe dans une zone industrielle, près de Satigny (GE).
En 1974, il déménage  à Pougny (Ain), en France voisine, et faute de place installe son atelier à la fonderie Pastori à Carouge jusqu'en 1984. Il y réalisera les plus grandes de ses sculptures. Son atelier se trouvait dans une laiterie désaffectée à Chancy (GE),.
Comme notamment, Robert Hainard (1906-1999), il s'inscrit dans la tradition suisse de la représentation animalière.
Il décède à l'âge de 97 ans le 19 décembre 2021 à Carouge (Genève).

## Réalisations

Sélection de sculptures
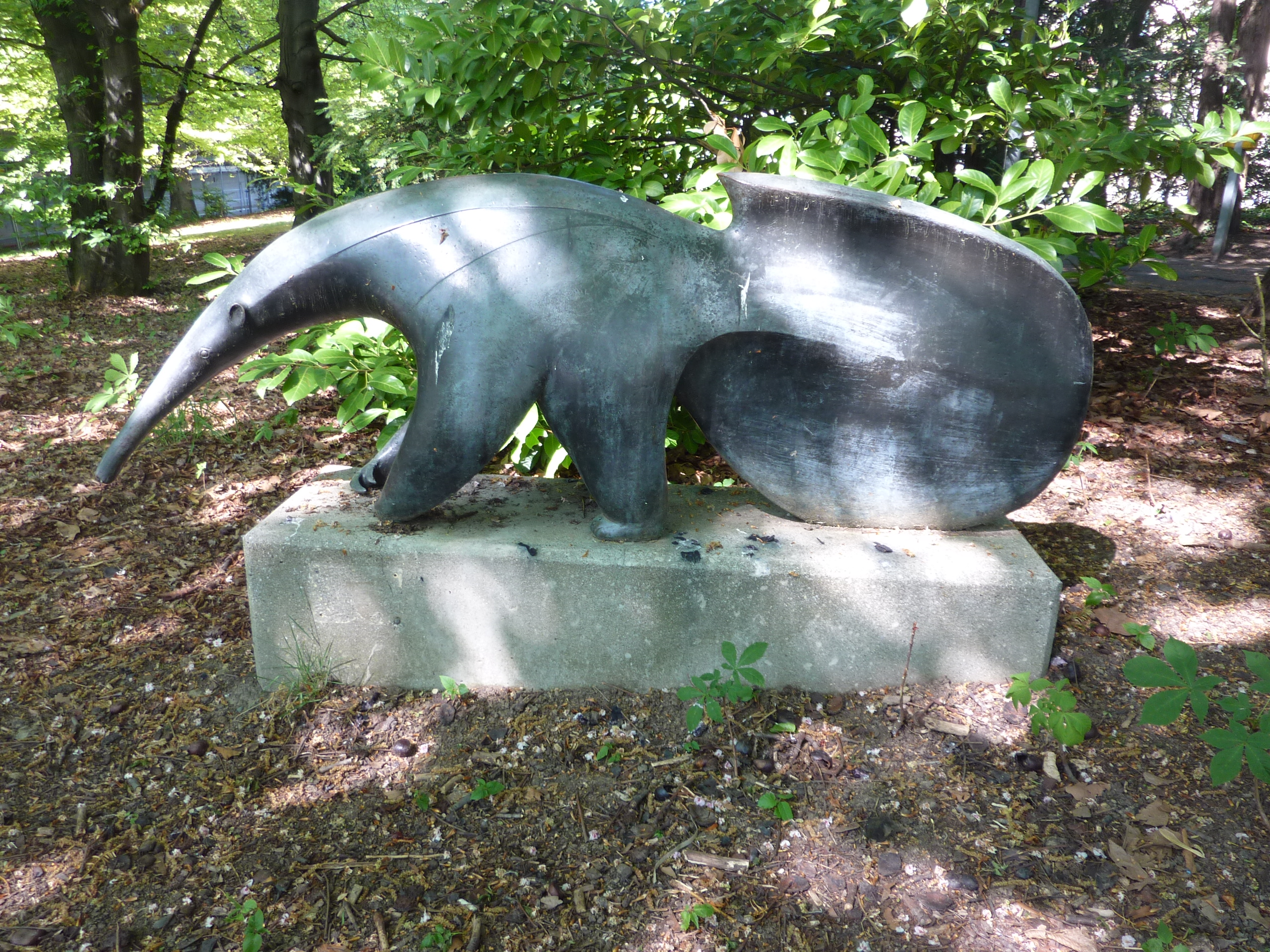
Le tamanoir, 1960[7].
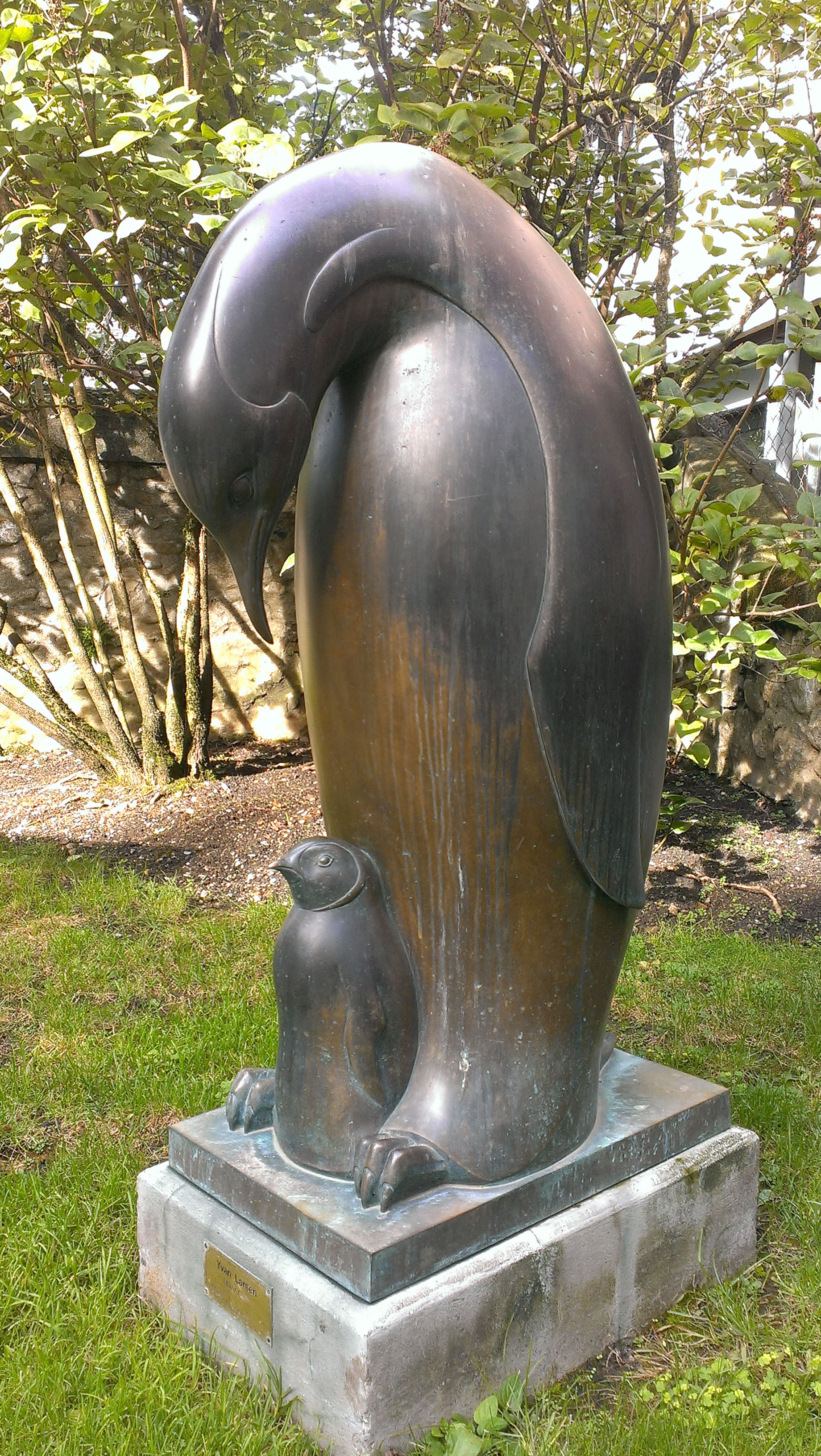
Manchots empereurs, 1999.
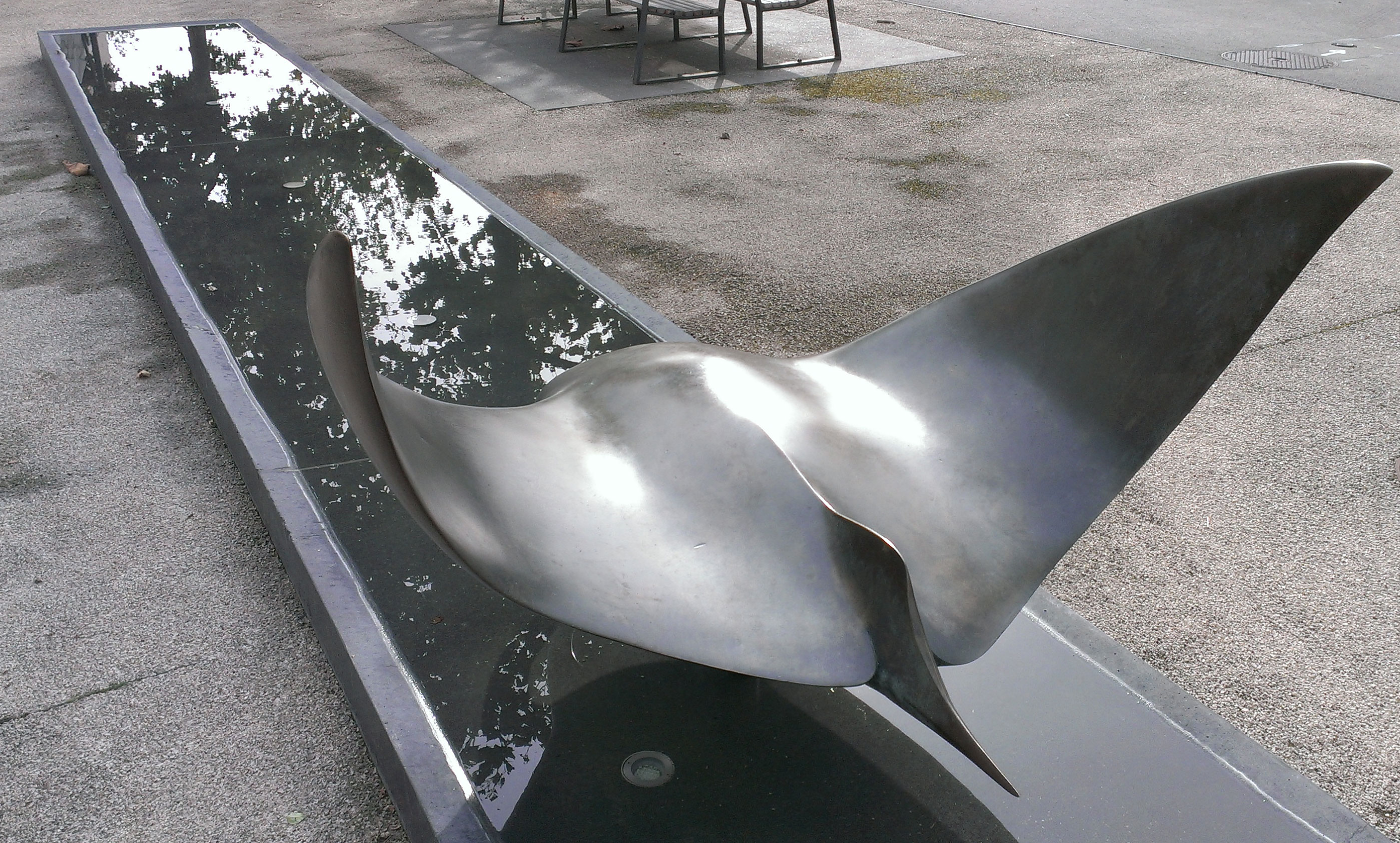
Raie Manta, 1971[8].
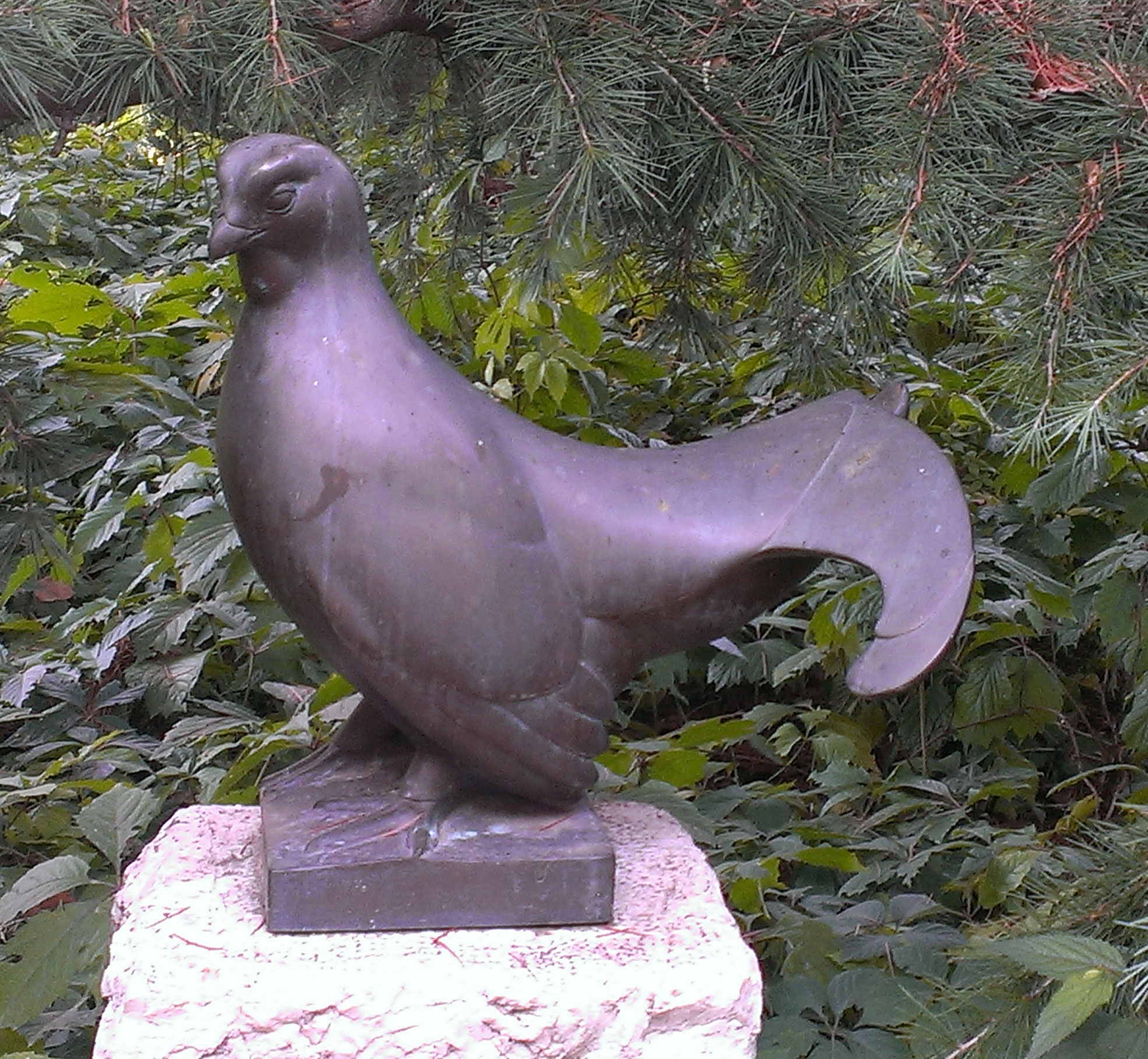
Tétras-Lyre, 1964.
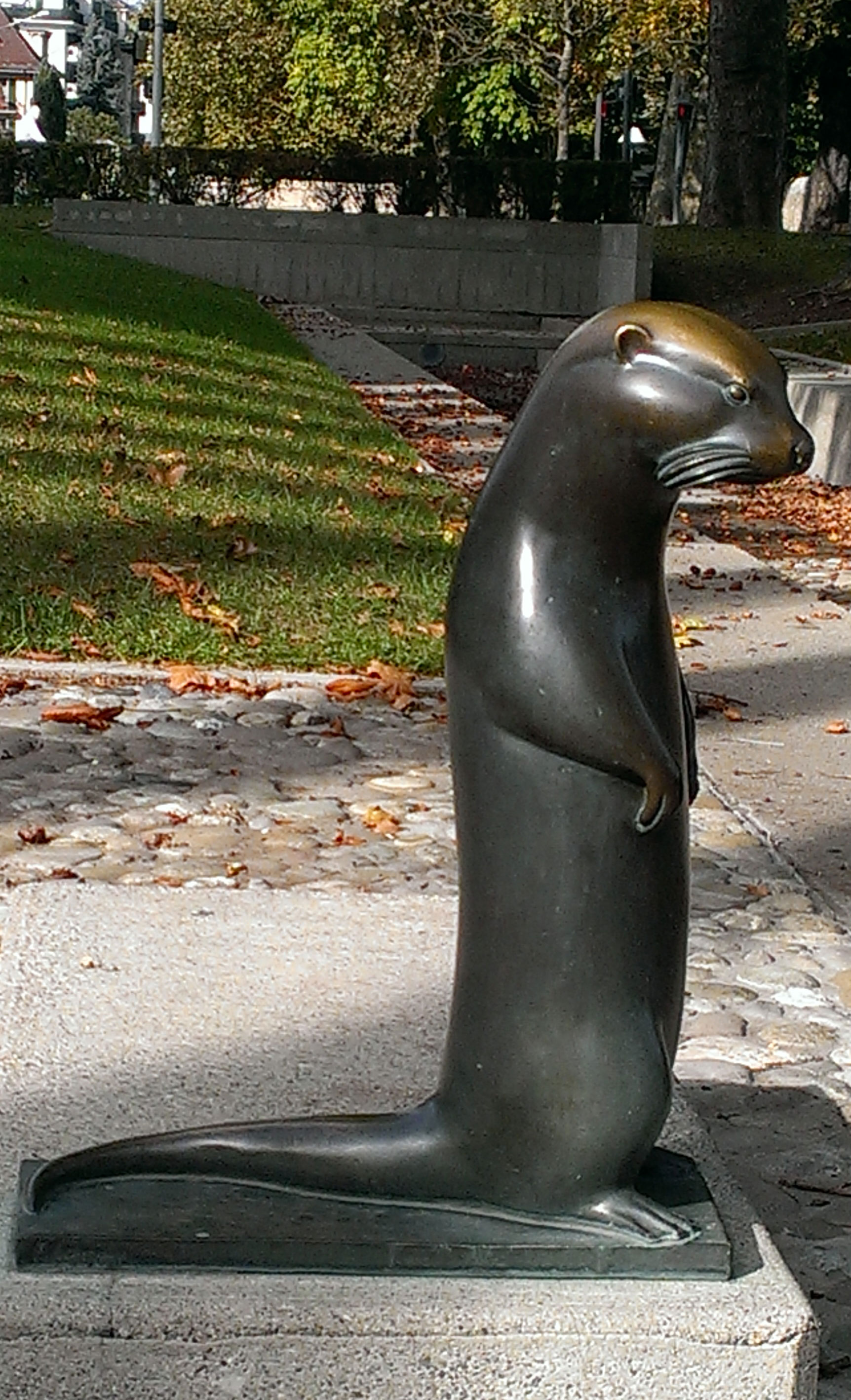
La loutre, 1964.
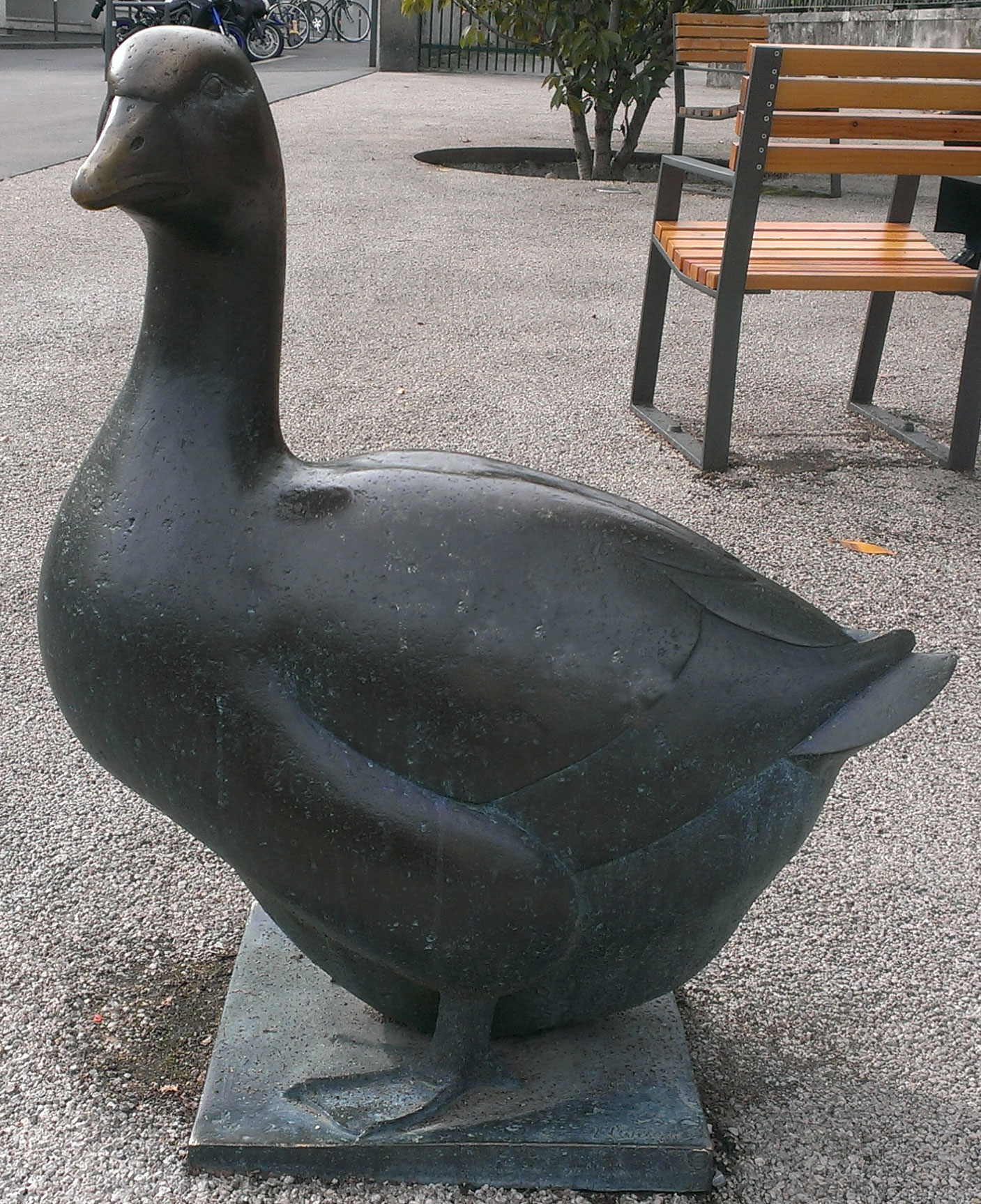
Oie, 1981.
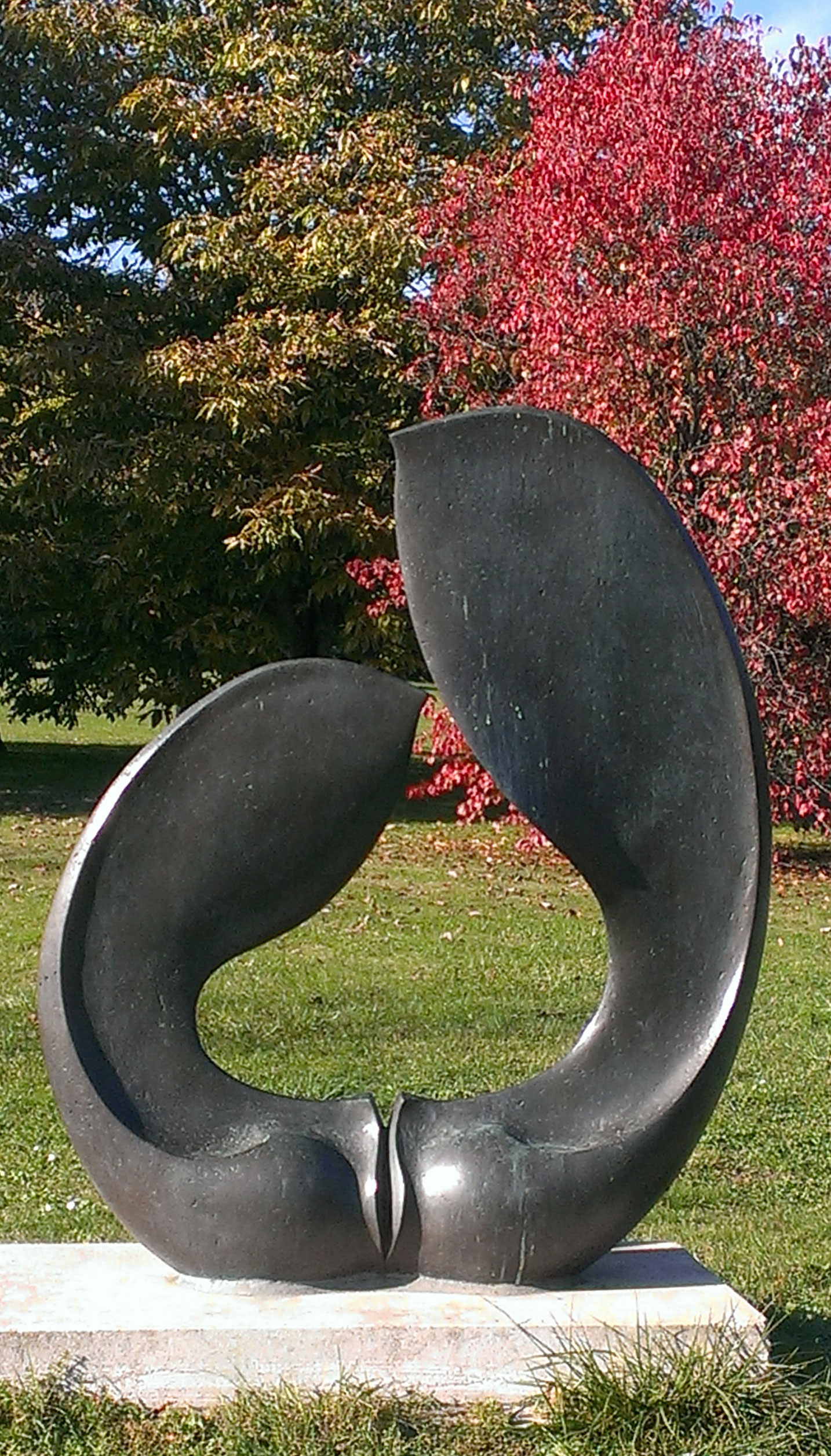
La graine, 1982.

## Expositions

### Expositions personnelles
- 1959 : Yvan Larsen, [Lison Favarger, Alice Milsom], Musée Rath, Genève[4]
- 1972 : Galerie Delafontaine, Carouge[9]
- 1987 : Galerie de l'Escapade, Cartigny, Genève
- 1989 : "OPUS 89" Château d'Aubonne - Vaud
- 1991 : Galerie de l'Escapade, Cartigny, Genève
- 1994 : Galerie du Lac, Nyon
- 1994 : Banque privée Edmond de Rothschild SA, Genève
- 1999 : Galerie Delafontaine, Carouge, Genève
- 2002 : Galerie du Lac
- 2017 : Yvan Larsen : sculpter la vie : une rétrospective, Musée de Carouge[10]

### Expositions collectives
- 1950 : Théâtre de la Cour St-Pierre, Genève
- 1954 : Galerie Chédel, Genève

- 1965 : Sculpture en plein air : Henry Moore, Baksa, Bianchi, Bindschedler, Blasco.. [etc.] : 2e exposition, Parc des Eaux-Vives, Genève[11]
- 1965 : André C. Lambert, [Francis Andruet, Yvan Larsen] : Musée Rath, Genève[12]
- 1970 : Musée d'art et d'histoire de Genève
- 1970 : Ferme du Grand-Cachot-de-vent, La Chaux-du-Milieu, Neuchâtel
- 1972 : Artistes de Genève, Musée Rath, Genève[13]
- 1973 : Art du 20e siècle : collections genevoises, Musée d'art et d'histoire de Genève[14]
- 1974 : Académie des beaux-arts, Paris
- 1975 : Sculpture en plein air : [Erzsi Baksa, Dolores Blasco, Dominique Bovy, André Bucher, Roque Carmona...] : Promenade de l'Observatoire, Genève[15]
- 1975 : Galerie du Château de Greifenstein, Saint-Gall
- 1976 : Académie des beaux-arts, Paris
- 1977 : "Autoportrait", Exposition collective d'autoportraits, Genève, Musée Rath[16].
- 1978 : Académie des beaux-arts, Paris
- 1979 : La Pagode de Zyma, Nyon
- 1981 : Galerie Delafontaine, Carouge
- 1985 : Conservatoire et jardin botanique, Genève
- 1986 : Salon des artistes suisses, Grand Palais, Paris
- 1986 : "Bestiaire de sculpteurs genevois", Genève, Museum d'histoire naturelle, 13 juin-7 septembre 1986[15]
- 1987 : Salon des artistes suisses, Grand Palais, Paris
- 1988 : Salon des artistes suisses, Grand Palais, Paris
- 1989 : Centre culturel Maison Chauvet-Lullin, Vernier, Genève
- 1989 : Triennale de sculpture, Grand-Lancy, Genève
- 1991 : Galerie de l'Escapade, Cartigny, Genève

## Collections publiques
- Fonds municipal d'art contemporain de Genève (FMAC), 4 pièces
- Musée d'art et d'histoire de Genève (MAH), 1 pièce